# Devínská hradní skála
Devínská hradní skála je hradní bradlo a národní přírodní památka v bratislavském katastrálním území Devín v okrese Bratislava IV. Chráněné území bylo vyhlášeno v roce 1985 a jeho rozloha je 1,7 hektaru. Předmětem ochrany je geologická, botanická a zoologická lokalita. Stěny bradla jsou vysoké přibližně sedmdesát metrů a tvoří jižní okraj série krystalinika Malých Karpat. Geologický podklad tvoří druhohorní dolomity, slepence a vápence s výskytem fosilií. Na skále jsou zřetelné tektonické poruchy.